# کیا پروو
کیا پروو یک کانسپت هاچ‌بک - ساب کامپکت ۳درب است که توسط کیا در نمایشگاه خودروی ژنو در سال ۲۰۱۳ معرفی شد.

## نام
برخی از رسانه‌ها مانند کار اند درایور و موتور ترند حدس زدند که کیا پروو ممکن است به نام شهر پروو، یوتا نامگذاری شود، زیرا کیا قبلاً خودروهای دیگری را به نام مکان‌هایی در غرب ایالات متحده نامگذاری کرده‌است. هیوندای توسان و سانتافه و کیا سدونا، با این حال مشخص نیست که این نام واقعاً چه معنایی دارد. با این وجود، این نام واقعاً در بریتانیا بحث‌برانگیز بود و گریگوری کمبل، نماینده پارلمان لندندری شرقی، به شدت مورد استقبال منفی قرار گرفت، زیرا «پروو» برای اشاره به اعضای ارتش جمهوری‌خواه موقت ایرلند که نزدیک به ۲۰۰۰ نفر را کشتند، استفاده می‌شود. مردم در سراسر ایرلند شمالی، انگلستان، و برخی از نقاط اروپا. در مجلس عوام، کمپبل خواستار این شد که این وسیله نقلیه هرگز در ایرلند شمالی یا انگلیس فروخته نشود، اگر به تولید برسد. Ward's Auto به سقف نارنجی اشاره کرد و توضیح داد که این رنگ با اتحادیه‌گرایان ایرلند و بخشی از پرچم ایرلند مرتبط است.

## بررسی اجمالی

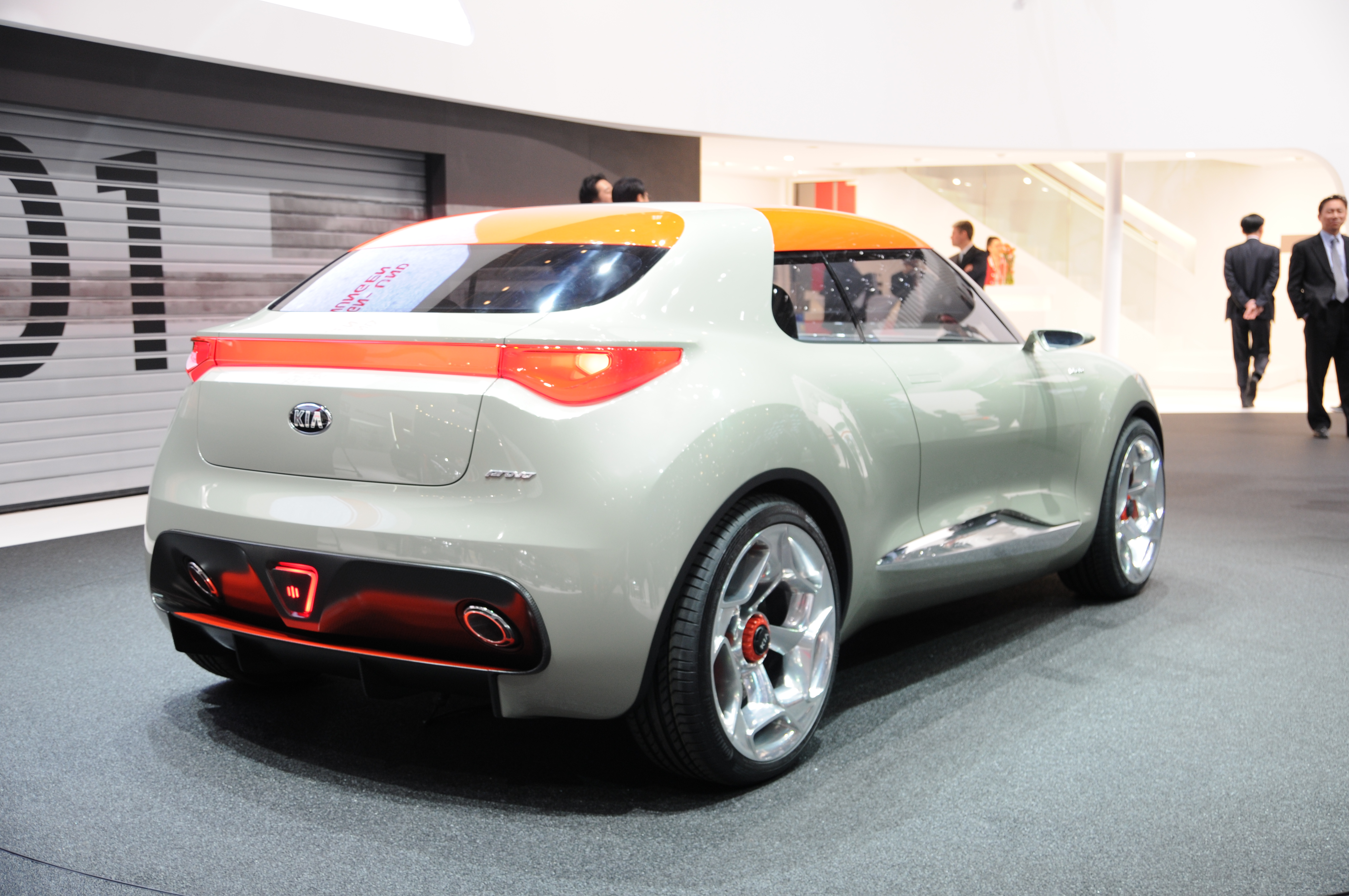
کیا پروو ۲۰۱۳ در نمایشگاه خودرو ژنو (عقب)

کانسپت کیا پروو در نمایشگاه خودروی ژنو در ۷ مارس ۲۰۱۴ در ژنو سوئیس معرفی شد و اولین بار در ژانویه در وب‌سایت کیا در بریتانیا به نمایش درآمد. این خودرو یک هاچ بک-ساب کامپکت-کراس اوور ۳درب و سیستم انتقال قدرت این خودرو ۴چرخ محرک است. کیا این خودرو را «سرگرم‌کننده- خالص و ساده» توصیف کرده‌است. پروو در فرانکفورت، آلمان، به‌طور خاص برای بازار خودرو اروپا طراحی شده‌است. گرگوری گیوم، طراح ارشد کیا اروپا، می‌گوید که کانسپت پروو «با هدف ارائه سرگرمی و عملکرد خالص برای راننده‌های مشتاق امروزی در شهر است.»

## مشخصات فنی

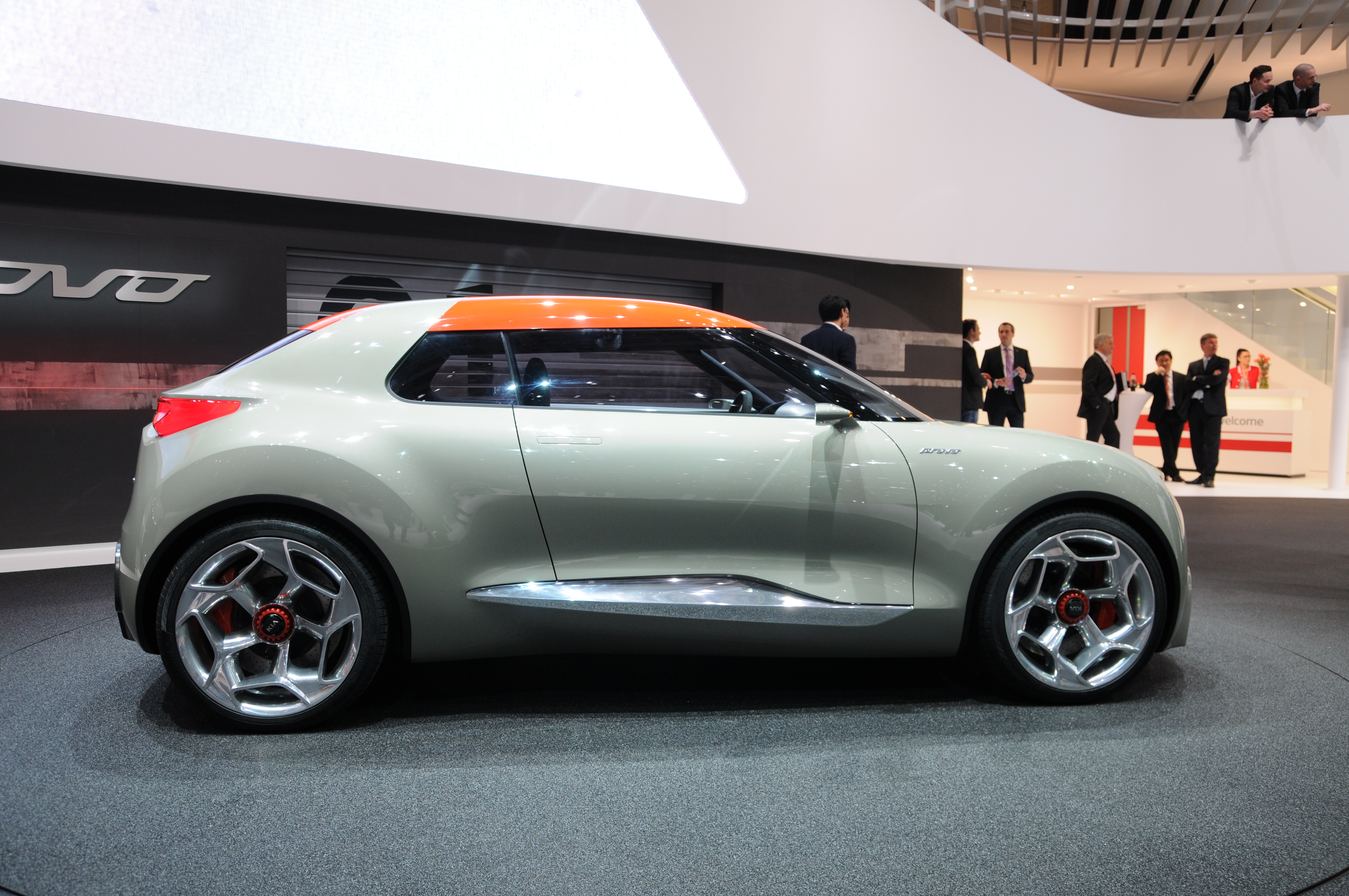
کیا پروو ۲۰۱۳ در نمایشگاه خودرو ژنو (سمت)

کیا پروو از یک موتور ۱٫۶ استفاده می‌کند که در هیوندای ولاستر استفاده شده‌است. و دارای قدرت خروجی ۲۰۱ اسب بخار است، در چرخ‌های جلو. و یک سیستم هیبریدی ملایم که به چرخ‌های عقب نیرو می‌دهد، ۴۴ اسب‌بخار اضافی و در مجموع ۲۴۵ اسب‌بخار را فراهم می‌کند و یک پیشرانه چهار چرخ متحرک را تشکیل می‌دهد. برای انتقال، پروو از یک گیربکس ۷ سرعته دوکلاچه استفاده می‌کند.

### خارجی
این کانسپت یعنی کیا پروو با رنگ خاکستری مایل به سبز «طوفان متال» با سقف نارنجی عمیق و سایر لهجه‌ها تکمیل شده و این خودرو دارای چرخ‌های بزرگ ۱۹ اینچی است. و درب‌های خودرو دارای دستگیره‌های درب بازشو هستند. که تعدادی از امکانات کیا پروو هستند.

### داخلی
گرگوری گیلام، طراح، فضای داخلی کانسپت پروو را «بسیار بسیار سیاه» توصیف کرد. صندلی جلو شکل موجی دارد. ستون فرمان و جعبه پدال نیز قابل تنظیم هستند زیرا صندلی جلو در جای خود ثابت شده‌است.